# Фридек, Кристиан
Кристиан Фридек (чеш. Christian Frýdek; род. 1 февраля 1999, Леверкузен, Северный Рейн-Вестфалия) — чешский футболист, полузащитник клуба «Слован Либерец».

## Карьера
Фридек является воспитанником пражской «Спарты». С сезона 2016/2017 привлекается к тренировкам с основным составом. 20 ноября 2016 года дебютировал в чешском чемпионате поединком против «Карвины», выйдя на замену на 80-й минуте вместо Даниэла Голцера.
Выступал за сборные Чехии (16—20 лет). Отец - бывший игрок чешской сборной Мартин Фридек. Старший брат, Мартин, также игрок пражской «Спарты».